# Xenochrophis melanzostus
Xenochrophis melanzostus là một loài rắn trong họ Rắn nước. Loài này được Gravenhorst mô tả khoa học đầu tiên năm 1807.